# Travis Ryan
Travis Albert Ryan (ur. 19 grudnia 1974 w Escondido w stanie Kalifornia) – amerykański muzyk, kompozytor, wokalista i multiinstrumentalista. Travis Ryan znany jest przede wszystkim z wieloletnich występów w zespole Cattle Decapitation w którym pełni funkcję wokalisty. Wraz z grupą nagrał m.in. sześć albumów studyjnych oraz szereg pomniejszych wydawnictw. Od 2008 roku występuje w formacji Murder Construct. W latach 2014–2015 był członkiem projektu Nader Sadek.
W latach 90. muzyk współtworzył liczne zespoły i projekty w których grał na gitarze, organach, syntezatorach, perkusji oraz śpiewał, m.in. takie jak: Anal Flatulence, Lávese las manos, Rubbr Cmnt, Shaftmouth, Stigmata, Strangulation, 5/5/2000, The Graveyard Whispers, The Mono Source oraz UUM.

## Wybrana dyskografia
- Cephalic Carnage – Anomalies (2005, Relapse Records, gościnnie)[5]
- Lair of the Minotaur – The Ultimate Destroyer (2006, Southern Lord Recordings, gościnnie)[6]
- Animosity – Animal (2007, Metal Blade, Records, gościnnie)[7]
- Post Mortem – A Message from the Dead (2009, Taboo, gościnnie)[8]
- Cephalic Carnage – Misled by Certainty (2010, Relapse Records, gościnnie)[9]
- Murder Construct – Murder Construct (EP, 2010, Relapse Records)
- Nader Sadek – In the Flesh (2011, Season of Mist, gościnnie)[10]
- Soulfly – Enslaved (2012, Roadrunner Records, gościnnie)[11]
- Murder Construct – Results (2012, Relapse Records)
- Suntorn – The Will to Power (2012, Ghastly Music, gościnnie)[12]
- Devourment – Conceived in Sewage (2013, Relapse Records, gościnnie)[13]
- Raped by Pigs – Squealing to the New World (2014, Ossuary Industries, gościnnie)[14]